# Leo Aario
Leo Eino Aario (bis 1928 Engmann) (* 26. November 1906; † 6. August 1998 in Espoo) war ein finnischer Geograph und Geologe.
Von 1945 bis 1953 war er Professor für Geographie an der Universität Turku. Er diente auch als Dekan der naturwissenschaftlichen Fakultät und 1951–53 als Prorektor der Universität. Von 1953 bis 1970 war er Professor für Geographie an der Universität Helsinki. Ab 1963 war Aario Mitglied der Akademie der Naturforscher Leopoldina. 1967 wurde er zum korrespondierenden Mitglied der Göttinger Akademie der Wissenschaften gewählt.

## Veröffentlichungen
- Biologische Geographie
- Pflanzentopographische und paläogeographische Mooruntersuchungen in N-Satakunta
- Über die Wald- und Klimaentwicklung an der lappländischen Eismeerküste in Petsamo mit e. Beitr. zur nord- u. mitteleurop. Klimageschichte
- Über den südlichen Abfluss des Vor-Päijännesees
- Ein nachwärmezeitlicher Gletschervorstoss in Oberfernau in den Stubaier Alpen
- Die Kulturlandschaft und bäuerliche Wirtschaft beiderseits des Rheintales bei St. Goar
- Der Tümmlerfund von Kolosjoki und die Entwicklungsgeschichte der Wälder Petsamos, in Fennia (1940), digitalisiert
- The original garden cities in britain and the garden city ideal in finland
- Waldgrenzen und subrezenten [!] Pollenspektren in Petsamo, Lappland
- Vegetation und postglaziale Geschichte des Nurmijärvi-Sees